# Liste der Biografien/Van P
Liste der Biografien |
Portal Biografien |
P Personensuche
# |
A |
B |
C |
D |
E |
F |
G |
H |
I |
J |
K |
L |
M |
N |
O |
P |
Q |
R |
S |
T |
U |
V |
W |
X |
Y |
Z |
?
 
Va |
Ve |
Vh |
Vi |
Vj |
Vl |
Vn |
Vo |
Vr |
Vs |
Vt |
Vu |
Vy
 
Vaa |
Vab |
Vac |
Vad |
Vae |
Vaf |
Vag |
Vah |
Vai |
Vaj |
Vak |
Val |
Vam |
Van |
Vap |
Vaq |
Var |
Vas |
Vat |
Vau |
Vav |
Vaw |
Vax |
Vay |
Vaz
 
Van A |
Van B |
Van C |
Van D |
Van E |
Van F |
Van G |
Van H |
Van I |
Van K |
Van L |
Van M |
Van N |
Van O |
Van P |
Van Q |
Van R |
Van S |
Van T |
Van U |
Van V |
Van W |
Van Y |
Van Z

Vana |
Vanb |
Vanc |
Vand |
Vane |
Vang |
Vanh |
Vani |
Vanj |
Vank |
Vanl |
Vanm |
Vann |
Vano |
Vanp |
Vanq |
Vanr |
Vans |
Vant |
Vanu |
Vanv |
Vanw |
Vany |
Vanz
Die Liste der Biografien führt alle Personen auf, die in der deutschsprachigen Wikipedia einen Artikel haben. Dieses ist eine Teilliste mit 15 Einträgen von Personen, deren Namen mit den Buchstaben „Van P“ beginnt.

## Van P

### Van Pa
- Van Parijs, Philippe (* 1951), belgischer Ökonom und Philosoph
- Van Parys, Michel (* 1942), belgischer Ordensgeistlicher
- Van Patten, Dick (1928–2015), US-amerikanischer Schauspieler, Unternehmer und Tierschützer
- Van Patten, Grace (* 1996), US-amerikanische SchauspielerinGrace Van Patten (* 1996)

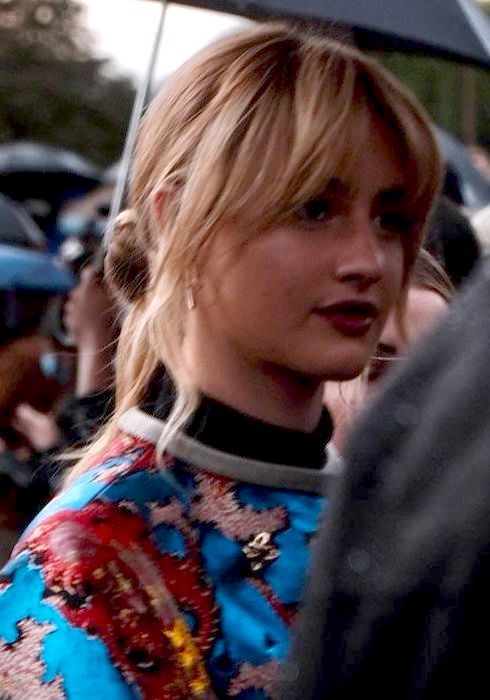
Grace Van Patten (* 1996)

- Van Patten, Joyce (* 1934), US-amerikanische Schauspielerin
- Van Patten, Tim (* 1959), US-amerikanischer Fernsehregisseur, Schauspieler, Drehbuchautor und Filmproduzent
- Van Patten, Vincent (* 1957), US-amerikanischer Tennisspieler, Kinderdarsteller, Schauspieler, Sportkommentator und Pokerspieler

### Van Pe
- Van Peebles, Melvin (1932–2021), US-amerikanischer Schauspieler, Filmregisseur und Drehbuchautor, Schriftsteller und Musiker
- Van Pelt, Sydney James (1908–1976), australischer Mediziner
- Van Pelt, William (1905–1996), US-amerikanischer Politiker
- Van Petegem, Arne (* 1973), belgischer Musiker
- Van Petegem, Peter (* 1970), belgischer Radrennfahrer
- Van Peteghem, Léonce Albert (1916–2004), belgischer Geistlicher und Bischof von Gent

### Van Po
- Van Poucke, Louis (1863–1944), belgischer römisch-katholischer Geistlicher und Märtyrer

### Van Pr
- Van Praagh, James (* 1958), US-amerikanischer Fernseh-Produzent und Esoteriker